# مینقاع (یمن)
 مینقاع  نام روستایی است در عزلهٔ (قری سحار)، در ناحیهٔ (عزلهٔ صعده)، در منطقهٔ (الطلع)، از توابع استان صَعده در کشور یمن در شبه جزیره عربستان. 

## جمعیت
جمعیت آن ۱۵۹ نفر (۶ خانوار) می‌باشد.